# Elsbeth Lange
Elsbeth Lange (* 20. November 1928 in Frankenberg/Sachsen; † 10. Dezember 2009) war eine deutsche Palynologin (Pollenanalyse). Sie arbeitete auf dem Gebiet der Vegetationsgeschichte, der Paläo-Ethnobotanik und der Archäobotanik.

## Leben
Elsbeth Lange wurde als drittes Kind des Schuhmachers Bruno Lange und der Weberin Margarethe Lange geboren. Nach dem Besuch der Volksschule in Frankenberg (1935–1943) und der Frankenberger Handelsberufsschule (1943–1944) wurde sie im November 1944 Lehrling und dann bis Herbst 1946 Angestellte der Stadtverwaltung Frankenberg. Bis 1947 war sie in den kommunalen Verwaltungen von Stollberg und Chemnitz tätig. 1951 besuchte sie einen Halbjahreskurs am Institut für Lehrerbildung „Edwin Hoernle“ in Radebeul, war dann ein Jahr lang Praktikantin an der 10. Grundschule in Leipzig, um nach einem weiteren Studienjahr am Institut für Lehrerbildung, nun in Leipzig, im Sommer 1953 die Ausbildung zur Unterstufenlehrerin abzuschließen. Anschließend wurde sie pädagogische Mitarbeiterin in der Station junger Naturforscher in Jena. Berufsbegleitend absolvierte sie ein Fernstudium, das ihr 1957 die Lehrbefähigung als Biologielehrerin für die Mittelstufe einbrachte. Zum Wintersemester 1956/1957 nahm sie ein Studium der Biologie an der Universität Jena auf, das sie im Mai 1961 mit einer biochemischen Arbeit über Methoden des qualitativen Saponinnachweises und deren Anwendungen auf die Untersuchung bei Primulaceen abschloss.
Von 1960 an war Lange sechs Jahre lang wissenschaftliche Assistentin am Institut für Spezielle Botanik an Universität Jena. Dort wurde sie am 28. Mai 1965 mit einer Arbeit zur Vegetationsgeschichte zum Dr. rer. nat. promoviert. Am 1. September 1966 wurde sie wissenschaftliche Mitarbeiterin am Institut für Ur- und Frühgeschichte (später Zentralinstitut für Alte Geschichte und Archäologie) der Akademie der Wissenschaften der DDR in Berlin und blieb es bis 1988. Am 23. Oktober 1974 habilitierte sie sich am Botanischen Institut der Universität Halle zum Dr. sc. nat. Außerdem wurde sie in diesem Jahr korrespondierendes Mitglied der Internationalen Union für Quartärforschung (INQUA). Zum 1. September 1984 wurde sie von der Akademie der Wissenschaften der DDR zum Professor ernannt. Zuletzt war sie im Ruhestand.
Lange erhielt die Caspar-Friedrich-Wolff-Medaille der Biologischen Gesellschaft der DDR. 1969 bis 2002 war sie Mitglied im Botanischen Verein von Berlin und Brandenburg. Seit 1997 war sie korrespondierendes Mitglied des Deutschen Archäologischen Instituts.

## Werke
Bis 2002 veröffentlichte sie 107 Bücher und Aufsätze.
- Zur Vegetationsgeschichte des zentralen Thüringer Beckens. Dissertation, Jena 1965 (auch in: Drudea, Band 5, S. 3–58)
- Botanische Beiträge zur mitteleuropäischen Siedlungsgeschichte. Ergebnisse zur Wirtschaft und Kulturlandschaft in frühgeschichtlicher Zeit. Akademie-Verlag, Berlin 1971
- Zur Entwicklung der natürlichen und anthropogenen Vegetation in frühgeschichtlicher Zeit. Habilitationsschrift, Halle (Saale) 1974 (auch in: Feddes Repert. Band 87, S. 5–30 und 367–442)
- Elsbeth Lange und Wolfgang Heinrich (Text), Hille Blumfeldt (Illustrationen), Kurt Freytag (Bearbeitung): Wir bestimmen Pflanzen. Kinderbuchverlag, Berlin 1978, 6. Auflage 1988, auch: Aulis-Verlag, Köln 1981, ISBN 3-358-00621-2
- Elsbeth Lange, Lebrecht Jeschke und Hans Dieter Knapp: Ralswiek und Rügen. Landschaftsentwicklung und Siedlungsgeschichte der Ostseeinsel. Band 1: Die Landschaftsgeschichte der Insel Rügen seit dem Spätglazial. Akademie-Verlag, Berlin 1986
- Übersetzung von: Knut Faegri und Johannes Iversen: Bestimmungsschlüssel für die nordwesteuropäische Pollenflora. G. Fischer, Jena [u. a.] 1993, ISBN 3-334-60439-X
- Elsbeth Lange und Eike Gringmuth-Dallmer: Untersuchungen zur Vegetations- und Besiedlungsgeschichte im südlichen Thüringen. Biosphärenreservat Rhön, Kaltensundheim 2001 (=Mitteilungen aus dem Biosphärenreservat Rhön, Band 4)